# Vicent Badia i Marín
Vicent Badia i Marín (València, 12 de març de 1919 - València, 21 de desembre de 1995) fou un advocat, articulista, cronista i escriptor valencià.

## Biografia
Naix al barri de Russafa (València) el 12 de març de 1919, fill de Vicent Badia i Cortina, natural de Foios (Horta Nord), i de María Marín i Ibáñez d'Enguera (Canal de Navarrès). Cursà estudis primaris al col·legi Balmes del seu barri, i el batxillerat a l'Institut Lluís Vives de València. Posteriorment, estudià Dret a la Universitat de València, on assolí el grau de doctor. També obtingué els títols de mestre de primer ensenyament, de perit taquígraf i el curs de lingüística valenciana superior. Professionalment, després de passar per l'escola de Tècnics de l'Administració Local, treballà a l'Ajuntament de Burjassot (1950) i fou cronista d'Almàssera (1953).
El 25 d'abril de 1943 es casà amb Maria del Roser Carbonell i Santamaria, de la família dels "Bonica" de Benicalap, i fixà la seua residència en aquesta població. El matrimoni tingué vuit fills: Roser, Empar, Vicent, Maria Jesús, Josep, Rafael, Anna i Pilar, la qual reportarà la quantitat de 14 nets: Esther, Rafael, Lluís, Jordi, Guillem, Miquel, Anna, Xano, Mireia, Vicent, Carles, María, Adrià i Roser.

### Activitat periodística
Des de ben jove, per la vinculació laboral dels pares a "Las Provincias" estigué molt en contacte amb el món periodístic, i ell mateix esdevindrà col·laborador de les publicacions valencianes "Levante", "Jornada", "Al Día", "Valencia Fruits", "Valencia Semanal", "Diario de Valencia", "Noticias al Día", "Saó", "Rent", "Cartelera Túria", "La Semana Vitivinícola", i les publicacions de Barcelona "Avui" i "Canigó".
El 1941 treballà en "Hoja de Lunes" de València, a càrrec del seu pare. En 1943 obtingué una plaça en la Secció de Premsa de l'Ambaixada d'Alemanya on va fer el "Boletín de Información". També treballà en la revista "Presamundo". El 1946 col·laborà en "Las Provincias", "Levante" i "Jornada" de València. Del 1949 al 1953 li fou encarregat el "Boletín Oficial del Municipio de Burjassot". En 1952 tingué al seu càrrec el "Boletín Informativo de la Cooperativa Española de Exportadores de Frutas" que durarà fins primers de març de 1954.
Destaca, sobretot, el miler d'articles de la sèrie "De los pueblos y para los pueblos" sobre aspectes de la vida i la història dels pobles valencians, entre els quals hi ha molts sobre Benicalap, on va començar el seu interès sobre la història local i l'etnografia. A més va dirigir les revistes culturals "Sicània" (1958-1959), editada per Nicolau Primitiu, i "Valencia Cultural" (1960-1964) durant tota la seua existència, fermes defensores del valencianisme i la cultura valenciana, que, reiteradament vulneraven el tant per cent màxim de fulls en valencià que les autoritats franquistes els havien imposat (un 20%). Amb l'aparició de la revista Saó, també col·laboraria amb ella, sent un nexe d'unió entre el valencianisme clandestí de l'època del franquisme amb el de la transició política espanyola.
Però, a banda del seu treball com a funcionari de l'administració municipal i periodista va destacar sobretot per la seua activitat al camp de la història local i la cultura valenciana.

### Vinculació política
Durant la guerra s'incorporà a l'exèrcit espanyol de la Segona República Espanyola, desertant i passant-se als nacionals el 12 de juliol de 1938. Aleshores tenia 19 anys, però ben prompte evolucionà cap a posicions més democràtiques (sembla que refusà ser governador civil) i utilitzà el seu prestigi dins del règim per a promocionar la cultura valenciana. Organitzà les primeres conferències en valencià dins el "Movimiento" i feu possible les assemblees provincials i regionals dels "Cronistes del Regne de València", entre el 1954 i el 1964, de les quals fou Secretari General.
Ingressà aleshores al Centre de Cultura Valenciana (avui Acadèmia de Cultura Valenciana), com a director numerari, l'abril de 1958 arribà a ser Secretari de la Secció de Cronistes del Regne del Centre, des d'on organitzà els "Dissabtes Literaris dels Cronistes", en homenatge al centenari d'Ausiàs March (1959). També fou vicepresident de Lo Rat Penat a la directiva presidida per Nicolau Primitiu.
Davant la polèmica suscitada per "Nosaltres els Valencians" de Joan Fuster, amic personal d'ell des de la facultat, Vicent Badia adoptà una posició moderada, fent públicament una sèrie de crítiques al plantejament de l'obra, especialment en allò referit a la integració de les comarques castellanoparlants del Regne de València, però sense la virulència d'altres, ja que sempre cregué en la unitat de la llengua.
Malgrat tot, no abandonà el "Centre de Cultura Valenciana" i treballà per intentar acostar posicions entre les dues parts, com ho demostra el seu discurs "No tinc temps per a ser breu". També defensà fervorosament la integritat del Regne de València, oposant-se a les denominacions de "Levante", "Sureste", "Costa Blanca" per a Alacant i Múrcia i proposant un Governador General per a tot el País Valencià. Defensà l'adopció del valencià per l'església com a forma d'acostar-se al poble.
Dins la seua activitat pública fou president de l'Associació "País Valencià-URSS", membre fundador del desaparegut Partit Nacionalista del País Valencià (PNPV), membre de la Junta Consultiva d'Acció Cultural del País Valencià, president de l'Associació "Paraula Cristiana" i encarregat del seu butlletí "Rent", membre de la Unitat del Poble Valencià (UPV), Membre Honorífic del II Congrés Internacional de la Llengua Catalana –Comitè Territorial del País Valencià- i Delegat al País Valencià de l'Associació "Porta dels Països Catalans".

### Els últims anys
Mor a Benicalap (València) el 21 de desembre de 1995, però uns anys abans s'havia embarcat en un altre projecte a favor de la història local, el "Centre d'Estudis de l'Horta Nord". El 16 de gener de 1996, l'ajuntament de Burjassot el nomenà fill adoptiu de la Ciutat. L'ajuntament de València li donà el seu nom a una plaça situada al barri de Torrefiel, al costat de la Ronda Nord.

## Obra
Com a escriptor és autor del Compendio de Geografía del Reino de Valencia, "La Sección de Cronistas del Reino en el primer año de su existencia", Discurs i programa de redreçament cultural (el primer discurs d'obertura del Centre fet en valencià), "Memòria de las Asambleas de Cronistas celebradas en Valencia", Catàleg dels Cronistes Oficials del Regne, Torre Baja, mi pueblo (1953), Bétera, mi pueblo, Foyos mi pueblo, Una teoría del Cronista, El libro de la Serranía, "Deu anys de Cronistes Oficials", "Aportación a la cronología del Puig", "Discurs de Mantenidor dels Jocs Florals d'Alboraia 1980", "El vino en la prehistòria del Levante Español" -separata de "La Semana Vitivinícola", "El marxisme-leninisme a l'Àfrica d'avui" -separata de "Rent", butlletí de "La Paraula Cristiana", etc. i altres opuscles, pròlegs, memòries i treballs diversos.
A més, fou col·laborador de les publicacions valencianes Levante, Las Provincias, Jornada, Al Dia, Valencia Fruits, Valencia Semanal, Diario de Valencia, Noticias al Dia, Saó, Rent, Cartelera Turia, La semana Vitivinícola, i les publicacions de Barcelona Avui i Canigó, entre d'altres, on podem trobar nombrosos articles.
També trobem un miler d'articles de la sèrie De los pueblos y para los pueblos sobre aspectes de la vida i la història dels pobles valencians.